# Felsbild im Stor-Åbodsjön

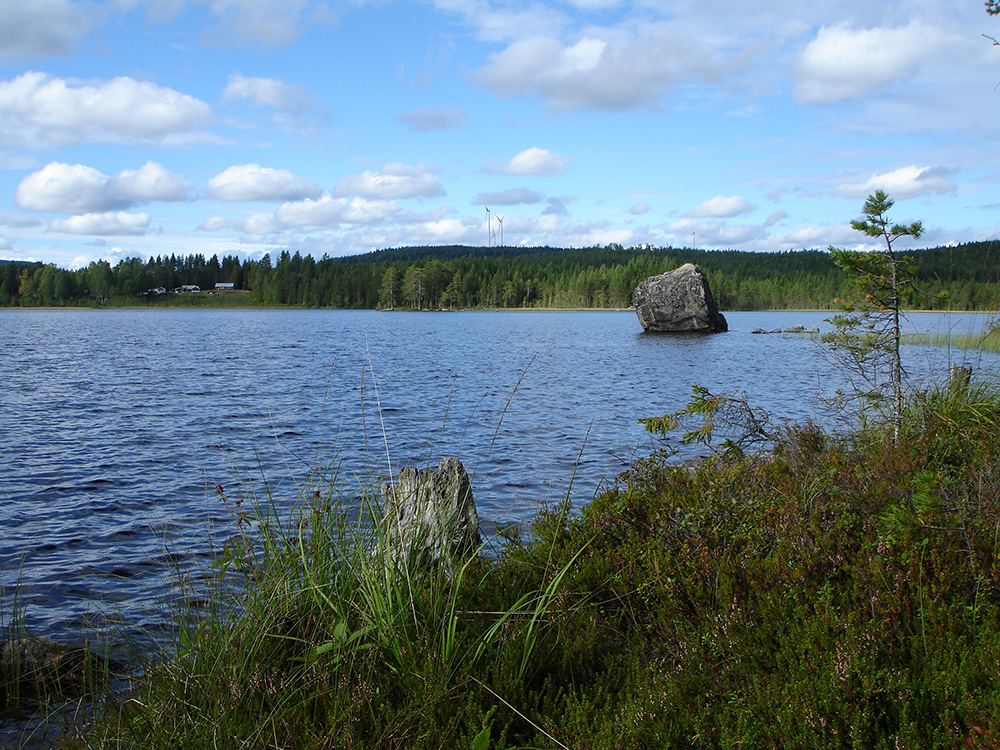
Felsbild im Stor-Åbodsjön

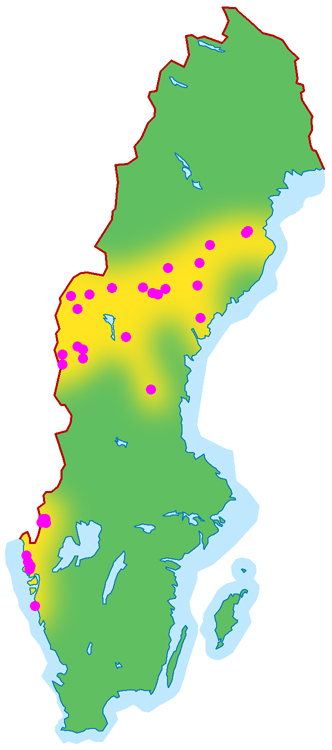
Verbreitung von Felsbildern in Schweden

Das Felsbild im Stor-Åbodsjön (See) in Örnsköldsvik in Ångermanland in Schweden befindet sich an der Nordostseite des Sees auf einem Findling der nur wenige Meter vom Strand im Wasser liegt. Das Bild ist stark beschädigt und die Farbe an mehreren Stellen verblasst.
Die Felsmalereien (schwedisch Hällbilder oder Hällmålningar) in Schweden sind zumeist auf fast senkrechten, etwas überhängenden Felsen aufgetragen, die das Bild vor Verwitterung schützen. Sie liegen meist in der Nähe von Seen und Flüssen, in einigen Fällen in Wäldern, aber auch dort in der Nähe von Wasser. Die Bilder wurden meist mit rotem Ocker gemalt. Häufigstes Motiv ist der Elch.
Der Block ist würfelförmig mit etwa 3,0 Meter langen Seiten. Das Felsbild zeigt einen etwa 1,1 Meter großen Elch im Röntgenstil mit einem körperinneren Muster auf einer Längsmittellinie, an die sich gewinkelte Linien anschließen. Der Kopf hat vertikale Linien und typische große Ohren. Eine Linie senkrecht zum Kopf kann als Horn oder als jägerische Waffe interpretiert werden. Auf dem Rücken des Elchs ist eine unbestimmte Figur erkennbar.
Das Bild wurde bekannt, als Gustaf Hallström (1880–1962) 1942 den ersten Artikel darüber veröffentlichte. Die Untersuchung wurde von Hallström von einem Boot aus durchgeführt, da das Gemälde dem See zugewandt und vom Strand nicht zu sehen ist. Rund um diesen See, um den Lill-Åbodsjön und den nahen Hinnsjön wurden mehrere steinzeitliche Siedlungen gefunden. Um 2000 v. Chr. lag der Stor-Åbodsjön etwa 10,0 Kilometer von der Ostseeküste entfernt.
Der Block wurde 1970 um 60 Zentimeter angehoben und auf ein Betonfundament gesetzt.